# Phyllagathis longiradiosa
Phyllagathis longiradiosa là một loài thực vật có hoa trong họ Mua. Loài này được (C. Chen) C. Chen miêu tả khoa học đầu tiên năm 1984.